# ハーケンクロイツ
ハーケンクロイツ（ドイツ語: Hakenkreuz）は、鉤十字のドイツ語。ナチ党のシンボルを指す。

## 鉤十字

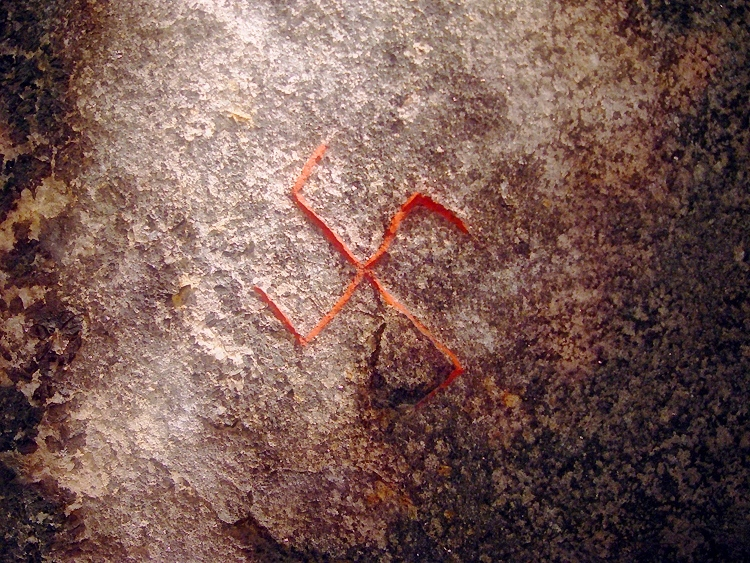
9世紀の北欧（現在で言うデンマーク）の、スノルデレフ石に描かれた卐の絵。「Snoldelev Stone」も参照。

卐はヒンドゥー教におけるシンボルでもある。

鉤十字（かぎじゅうじ、英語: hook cross）またはまんじの図案は、古代よりヒンドゥー教や仏教、また西洋でも幸運の印として使用されており、キリスト教では十字の図案の1種でもあり、日本では家紋や寺を示す地図記号などで「卍」（左まんじ）が多く使われている。また逆向きの図案（卐）は逆鉤十字、逆まんじ、右まんじとも呼ばれている。
しかし、20世紀以降にドイツで民族主義運動のシンボルとされ、1920年にナチスが党のシンボルに、1935年にはナチス・ドイツ国旗に採用した影響により、ナチズムやネオナチのシンボルと見なされる事がほとんどである。

## ドイツ

### ナチスによる採用

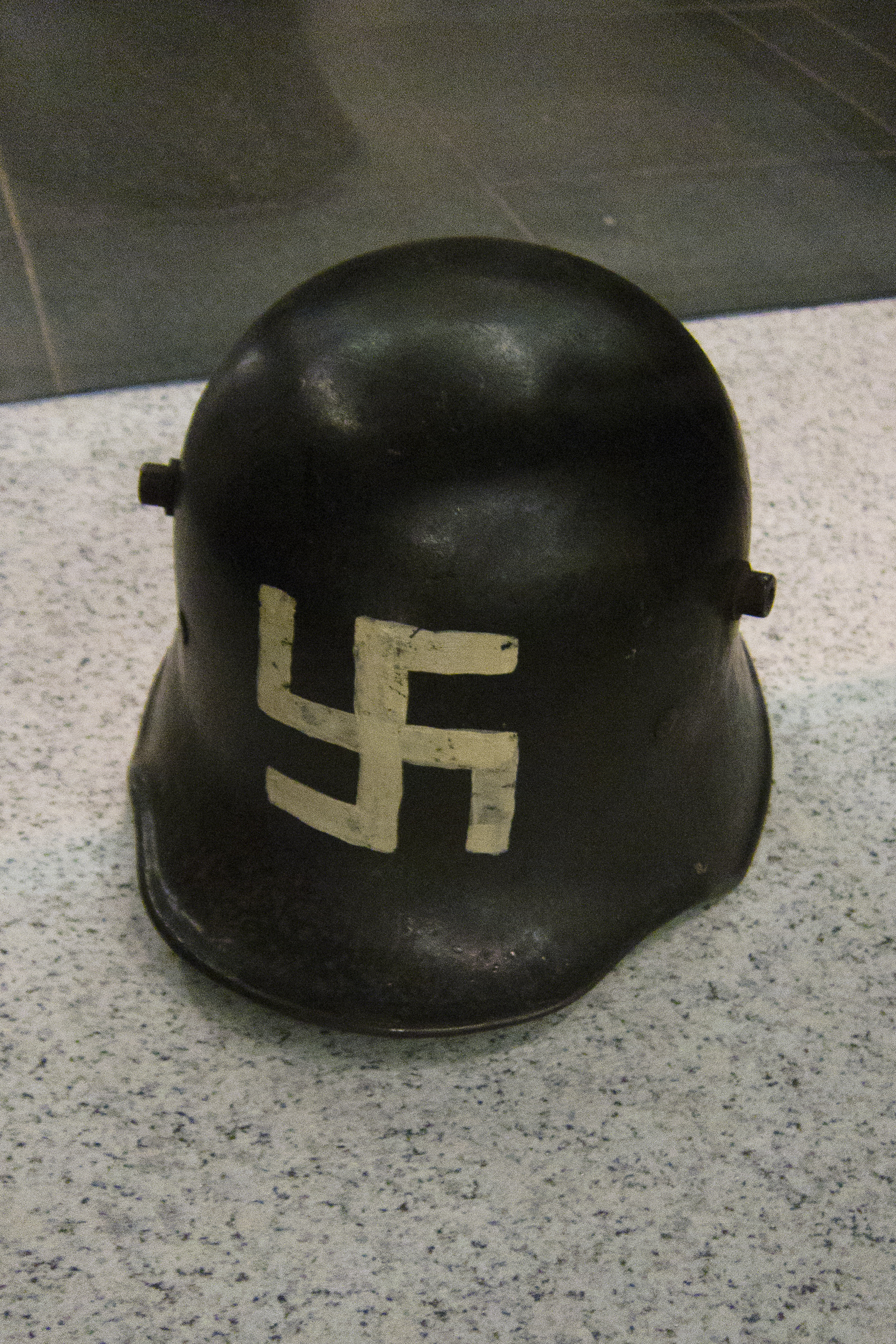
卐の描かれたエアハルト旅団のヘルメット

ナチスがこのシンボルを採用した経緯は、ドイツの考古学者、ハインリヒ・シュリーマンがトロイの遺跡の中で卐を発見し、卐を古代のインド・ヨーロッパ語族に共通の宗教的シンボルと見なしたためである。これに基づき、アーリアン学説のいうアーリア人の象徴として採用したものである。
しかし、元々はエアハルト旅団（コンスルの前身）などドイツの民族主義運動のシンボルとして、また詩的結社グループのゲオルゲ派においても使用されていた。アドルフ・ヒトラーは著書『我が闘争』の中で、支持者からの多くの提案で党旗の最終デザインを選ぶと述べた。ハーケンクロイツは歯科医フリードリヒ・クローンによって提案され、アーリア人優越論のシンボルとされた。一部オカルティストの間では、ルーン文字 S(ᛋ) を重ねて作られたとする説が唱えられている。
ナチ党は赤地の上の白円の中に黒のハーケンクロイツが入ったデザインを使用した。黒、白、赤は帝政時代の国旗に使用されていた色である。ヒトラーは、赤は社会的理念、白は国家主義的理念、ハーケンクロイツはアーリア人種の勝利のために戦う使命を表しているとした。またナチ党は円や背景のないハーケンクロイツも使用した。ナチの鉤十字には2種類が生じた。右回りのものと、その鏡像である。ナチ党は2種類を象徴的に区別しなかったが、右回りのものが一般的に使用された。鉤十字は通常45°回転して描かれた。
ナチスが党のシンボルにハーケンクロイツを採用したことによって、卐は幸運のシンボルからナチスの象徴とみなされるようになった。

### ドイツ国旗としての使用
ヒトラー内閣が成立した後の1933年3月5日に総選挙が行われ、ナチ党が勝利した。この後、プロイセンの内相であったヘルマン・ゲーリングは、支配下の公共建造物にハーケンクロイツ旗を掲げさせた。さらに、地方政府の実権をナチス党関係者が掌握する度に、その地方の公共物にハーケンクロイツ旗が掲げられた。こうしてハーケンクロイツを事実上の国旗とする既成事実が作られた。
1933年3月12日の大統領布告で国旗の改正が決まり、黒・白・赤のドイツ帝国旗を暫定的な国旗とし、ハーケンクロイツ旗を国旗に準ずるものと定めた。1935年にはハーケンクロイツ旗が正式なドイツ国国旗となった。第二次世界大戦が勃発すると、連合国側の国々は卐の使用を禁じるようになった（後述）。1945年にドイツは降伏し、ナチ党は解体され消滅した。ハーケンクロイツ旗は国旗として使用されることはなくなった。

### 第二次世界大戦後

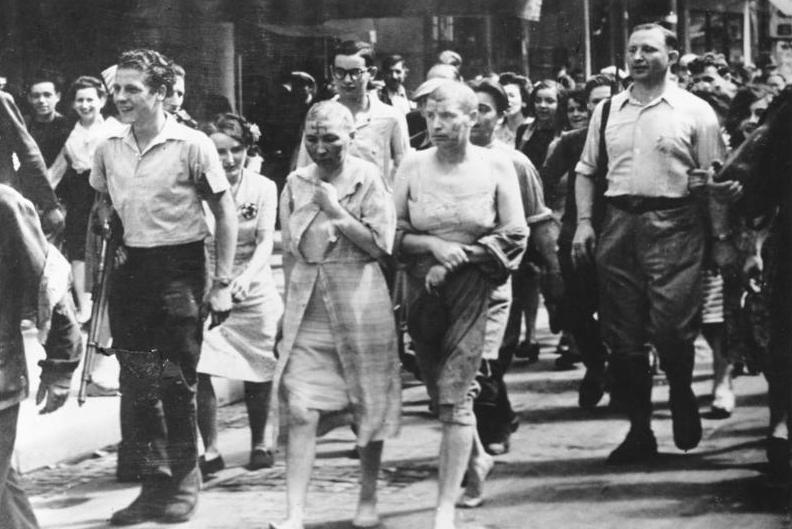
パリの解放時、ドイツと親しいと見なされた女性は、フランス市民により、丸刈りにされて鉤十字を書かれるなどの暴行を受けた。写真中央の女性は、額に鉤十字が書かれている。

第二次世界大戦後のドイツでは、学問的な理由を除き、ハーケンクロイツなどのナチスのシンボルを公共の場で展示・使用することは、民衆扇動罪で処罰される。ただし私有地や個人での所持、思想への禁止はしていない。一例として、古物商などが当時のバッジや制服類を店舗に陳列する場合、ハーケンクロイツの部分をステッカー等で隠す必要がある。ドイツを含めて各国のネオナチの一部は、現在でも使用している。
EUにおいても、ドイツなどのようにハーケンクロイツを鎌と槌とともに公の場で使用することも禁止しようと提案がなされたことがあった（詳細は「ヴィータウタス・ランズベルギス#EUでの共産主義標章の禁止提案」を参照）。しかし、西欧各国に存在する共産党やロシアの反発が強かったほか、ハーケンクロイツおよび鎌と槌の禁止提案自体が盛り上がらず、結局いずれも実現しなかった。ドイツが主導する卐禁止をEU全体に拡大する動きに対し、ヒンドゥー教団体は「卐は伝統的に平和の象徴として使われてきた」としてこの拡大案を非難している。

鉤十字に禁止マークを重ねた、反ナチズムを示すマーク

2007年3月17日、ドイツの連邦議会議員クラウディア・ロート（Claudia Roth）は公的な場で反ネオナチ的にハーケンクロイツを扱い、ドイツ連邦裁判所に容認されたため、以後そのような形での鉤十字の使用が容認されることになった（禁止マークなどの打ち消し表現を重ねる、ごみ箱に突っ込まれているイラストなど）。

国家社会主義ドイツ労働者党（ナチ党、NSDAP）の党章
国家社会主義ドイツ労働者党 （ナチ党、NSDAP）の党旗
ナチス・ドイツ (1935–1945)の国旗。ナチ党の旗と異なりハーケンクロイツが中心から外れている。
ドイツ国防軍の軍旗

## 史実の描写に対する影響
ハーケンクロイツが使えないことが、当時のドイツを描写する際に「史実を忠実に再現する」支障となる場合がある。ドイツ軍兵器のプラモデルを例にとると、ハーケンクロイツがボックスアートでは省略されたり、田の字状になっている他、デカールの形状が2つに分けられ、接着しないとハーケンクロイツの形に見えないようにしているなどの対策がされていることが多い。これは鉄道模型（メルクリンなど）でも同様である。その他、ウォー・シミュレーションゲームなどではハーケンクロイツそのものを削除してしまう（『Silent Hunter』シリーズなど）他に「2つに分割」「十字に置き換え（『第三帝国興亡記』）」「×印に置き換え」「鉄十字に置き換え」「オリジナルのシンボルに置き換える（近年の『Wolfenstein』シリーズ）」など規制をかわしている例も見られるが、日本で製作されたソフトの中にはハーケンクロイツがそのまま入っている作品も存在する。

## ナチス・ドイツ以外での使用

### アメリカ合衆国
アメリカ陸軍第45歩兵師団の部隊章であったがドイツの国家社会主義を連想させるとして1939年に廃止された。

アメリカ陸軍第45歩兵師団部隊章[4]

### オーストラリア

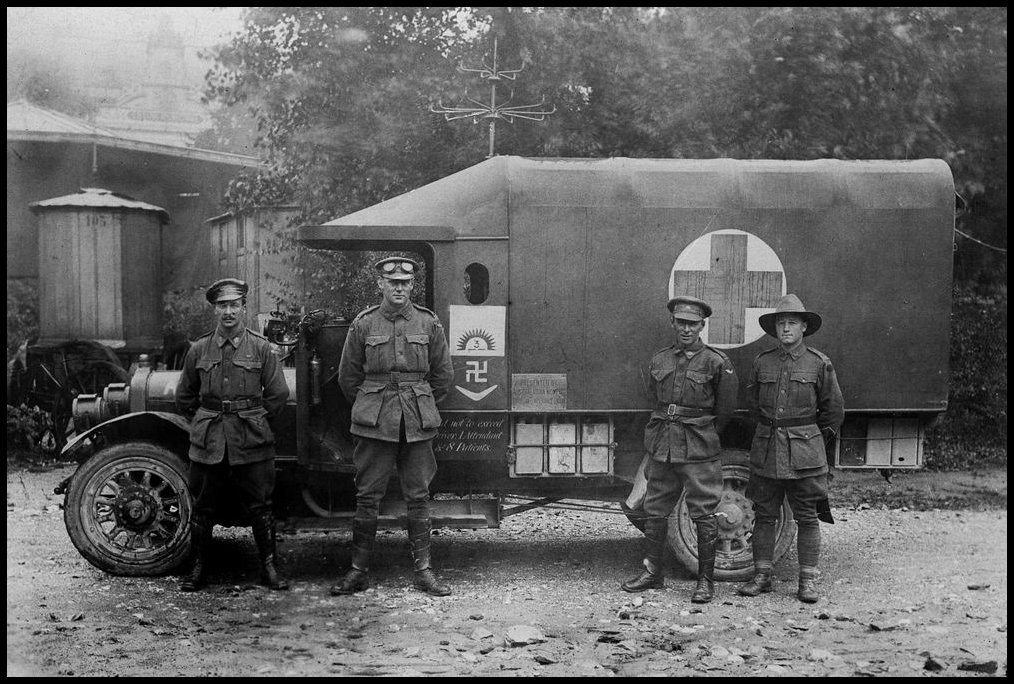
1916年に撮影されたオーストラリア軍の救急車に描かれた鉤十字（写真中央（左から2番目の人物のベルトの右））

第一次世界大戦時にはオーストラリア軍で使用されていた。

### フィンランド

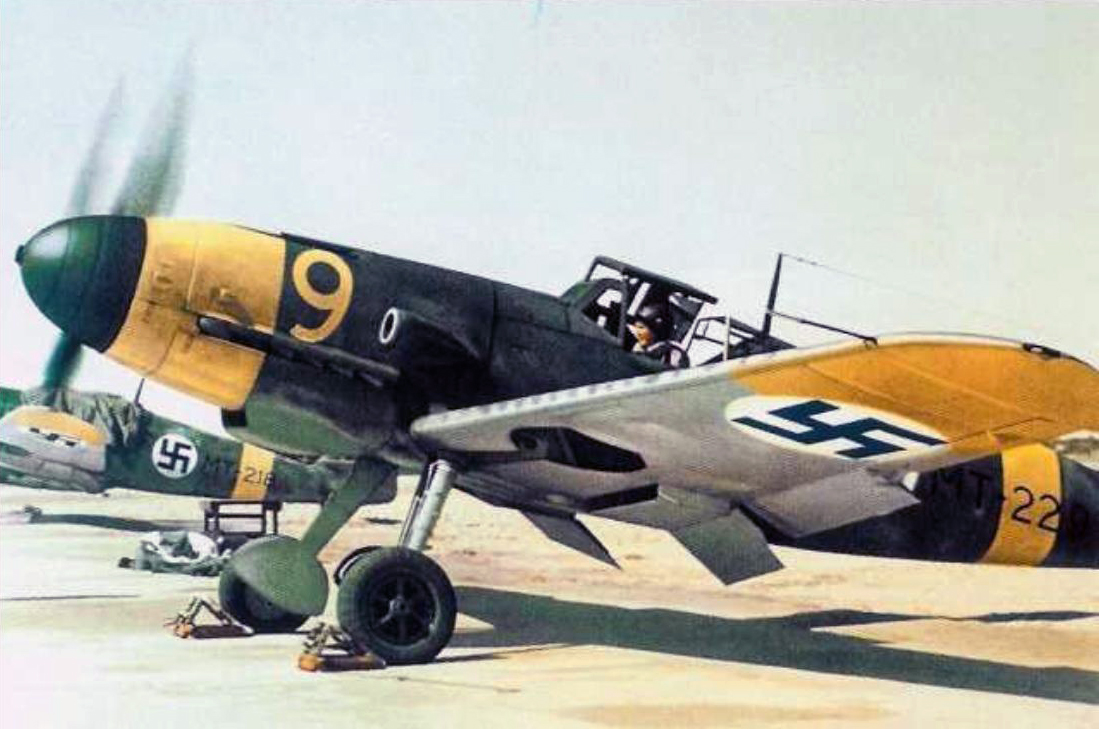
1943年6月に撮影されたフィンランド空軍のBf109と国籍標識

フィンランド空軍は、1918年に導入された鉤十字を徽章として2017年1月まで使用していた。空軍が採用したタイプの鉤十字は、空軍最初の航空機の寄贈者、スウェーデンの伯爵エリック・フォン・ローゼンにとって幸運のシンボルであったが、彼は後にスウェーデンのナチズム運動の著名人となった。

1934年から1945年までのフィンランド空軍の徽章と航空機の国籍標識
フィンランド空軍士官学校の旗

フィンランド政府から支援を受ける民間準軍事組織ロッタ・スヴァルドが鉤十字を使用した。
1918年に画家アクセリ・ガッレン＝カッレラがデザインした自由十字章は、その中に鉤十字の模様がある。自由十字章は、フィンランド大統領の旗の左上に描かれている。

フィンランド自由十字章

### ラトビア

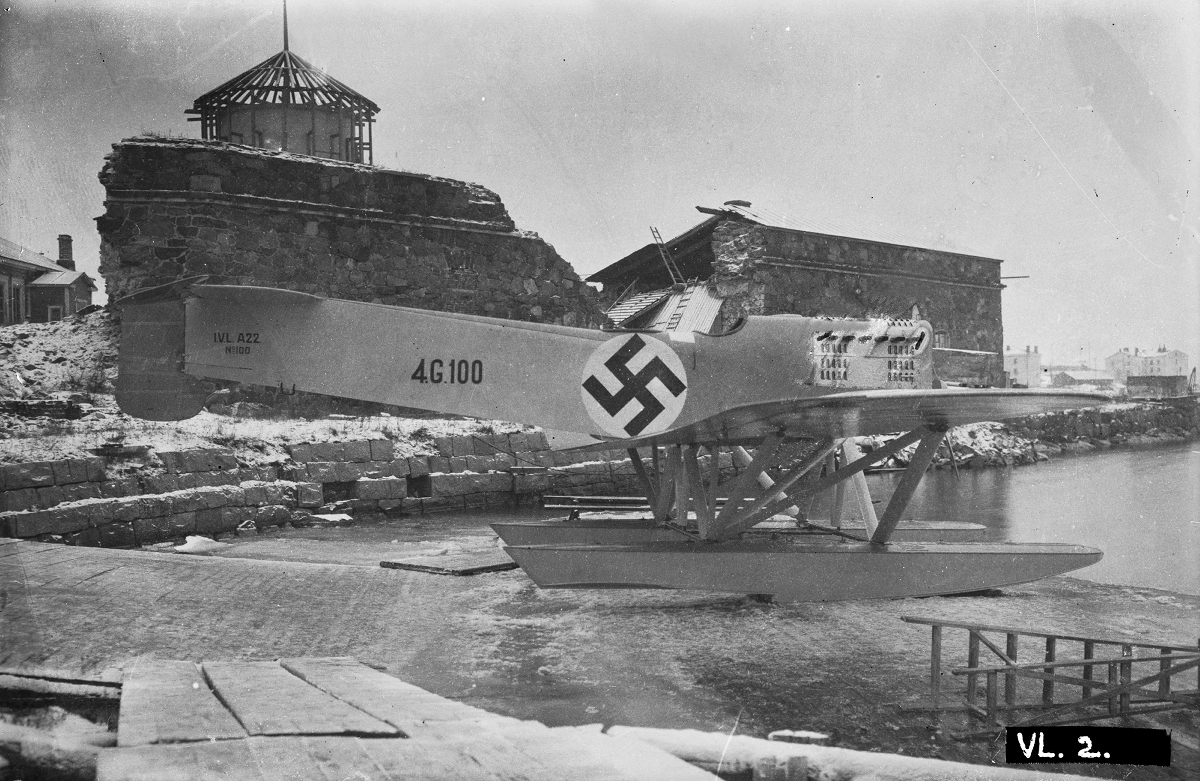
1920年代に撮影されたラトビア空軍のIVL A.22 ハンザと国籍標識

ラトビア空軍は、1919年から1940年まで鉤十字を使用していた。

1919年 - 1940年までのラトビア空軍徽章と航空機の国籍標識

### 満洲
ロシアファシスト党がシンボルに使用した。

ロシアファシスト党の党旗
ロシアファシスト党の紋章

### 日本
沢田研二は自身の楽曲である『サムライ』をテレビで歌唱する際、衣装にハーケンクロイツの腕章（ナチス党員章）を使用していたが、テレビ局と事務所（当時所属だった渡辺プロダクション）にクレームが入ったため、これ以降は衣装を変更して出演している。
なお、1970年代から1980年代後半の漫画やアニメではこのハーケンクロイツが使用されるケースが多々あり、池沢さとしの漫画『サーキットの狼』では、主要登場人物の一人・早瀬左近の愛車であるポルシェ・911カレラRS2.7の側面にハーケンクロイツのマークが描かれており（なお、自身が率いるポルシェ専門の暴走族も「ナチス軍」という名称である）、魔夜峰央の漫画『パタリロ!』でも主人公パタリロがヒトラーのコスプレをしたり、SSの格好をしたタマネギ部隊も登場している（パタリロのヒトラーのコスプレに至ってはアニメ版オープニングでもナチス式敬礼をしながらハーケンクロイツに囲まれるシーンが一瞬登場する）。前者に関しては漫画では特にクレームは無く再版本でもマークは描かれているが、後年発売されているプラモデルやミニチュアカーでは省略、或いはハーケンクロイツのみ別シールで添付することがある。後者でも漫画・アニメ共に特にクレームも無く、アニメの再放送や2000年代以降に発売されたDVDでも修正はされていないが、文庫本において別件により長らく欠番となっていた「マリネラの吸血鬼」が第50巻で再録された際には鉄十字に修正されている。
ゆでたまごの漫画『キン肉マン』ではドイツ出身の残虐超人であるブロッケンマンとその息子で残虐超人から正義超人になったブロッケンJr.が、ハーケンクロイツ付きの衣装を着たり、刺青を入れている。1990年代以降の日本でのアニメ再放送では、その部分にボカシが入れられたことがあった。秋本治原作の「こちら葛飾区亀有公園前派出所」においても、初期の頃、名の無い係長が登場するシーンでハーケンクロイツの腕章をつけていたが、こちらも後に黒く塗りつぶされている。なおこの係長は外見がアドルフ・ヒトラーそのものであったが、大原巡査部長以前に登場した同じくヒトラー似の名の無い巡査部長（係長はこの巡査部長が昇進した同一人物なのか別人なのかは不明。）ともどもデザインは変更されていない。トリスタン・ブルネは著書「水曜日のアニメが待ち遠しい：フランス人から見た日本サブカルチャーの魅力を解き明かす」にて、フランスでのアニメ放送が中止になったのはこのキャラに負うところが多く、CSA（視聴覚最高評議会）から当時批判があったと指摘している。
バンド氣志團のドラムス担当・白鳥雪之丞は、鉤十字型に頭頂部を刈り込んでいた時期があり、発売されたライブ映像収録DVD（およびテレビでの放送）ではボカシで自主的に対処した。
日本のバンドPIERROTがインディーズで発表していた曲「HAKEN KREUZ」について、メジャーで再録する際に曲名を「*自主規制」に変更した。（曲中のタイトルコールには自主規制音が入っている）

## その他

### マイクロソフトの対応
マイクロソフトはハーケンクロイツとダビデの星を共に不適切な記号とし、Microsoft Office 2003に付属のフォントファイル「Bookshelf Symbol 7」からそれらの記号を削除するツールを2004年2月11日に配布した。

### ウォルマートの対応
2020年7月28日、アメリカのスーパーマーケット企業ウォルマートは、ハーケンクロイツのマスクをつけて店舗に訪れた客に対し、1年以上の出入禁止措置を取った。

## 類似が問題になった例
- 世界

徳島藩・蜂須賀家の家紋である「蜂須賀万字」

  - 第二次大戦の直後、いくつかのアメリカインディアンの部族は、美術品に卍を使用しないとする法令に署名した。卍がナチスをイメージすることによるものだった。
  - セリエAのサッカークラブ、フィオレンティーナはユニフォーム柄の一部が卍に見える箇所が有るとのクレームで変更に至った。
  - 2022年6月、ドイツで行われたコミックマーケットで東京リベンジャーズのコスプレに「卍」が入っていたため、問題視された[9]。
- 日本 - 信仰の伝統から｢卍（左万字）｣と「卐（右万字）」が混用されることや、｢卍｣を表示しようとして誤って「卐」を表示してしまったことによるものが目立つ。
  - 少林寺拳法は1947年の創設以来、シンボルマークや胸章に卍を使用してきたが、ヨーロッパでの普及にあたってハーケンクロイツとの混同を避けるため、2005年から新しいシンボルマークに変更している[10]。
  - ポケットモンスターカードゲームのカードに卍が印刷されていたが、欧米のユダヤ人団体の抗議によりデザインが変更された。
  - また、全国各地のイベントで卍が印刷されたのぼりやポスターが、外国人観光客に「ハーケンクロイツが印刷されている」と勘違いされ問題になることが、近年の外国人観光客増加により問題化している。
    - 1970年代には青森県弘前市で市章の卍をマンホールのふたに印字する際、間違えて卐を印字してしまい、しかも発注した市役所もふたが設置された道を散策する市民も全く卐が印字されていることに気づかず、市内を散策していたドイツ人の指摘によりふたが回収される事件が発生している。
    - 2006年には、徳島市の阿波踊りがドイツで披露された際、浴衣の卍文様を自粛した（徳島藩の藩主である蜂須賀氏の家紋が卍であったため、今でも阿波踊りでは卍をあしらった浴衣がよく見られる）。
    - 2020年東京オリンピックを機に、外国人向けの地図において寺院を表す記号は卍記号を避けて三重の塔をモチーフにした図像を用いることが検討されたが、採用は見送られた。